# Microscópio óptico
O microscópio óptico (português brasileiro) ou microscópio ótico (português europeu)  é um instrumento óptico que faz uso da refração da luz oriunda de uma série de lentes, dotadas ou não de filtros multicoloridos e/ou ultravioleta, para ampliar a imagem de objetos invisíveis (ou de difícil visualização) a olho nu.
É constituído por uma parte ótica para ampliação das imagens e por uma parte mecânica para suportar o sistema ótico e focar a imagem. Alternativas à microscopia ótica que não usam a luz visível incluem a microscopia eletrônica de varredura e a microscopia eletrônica de transmissão.

## Configurações ópticas

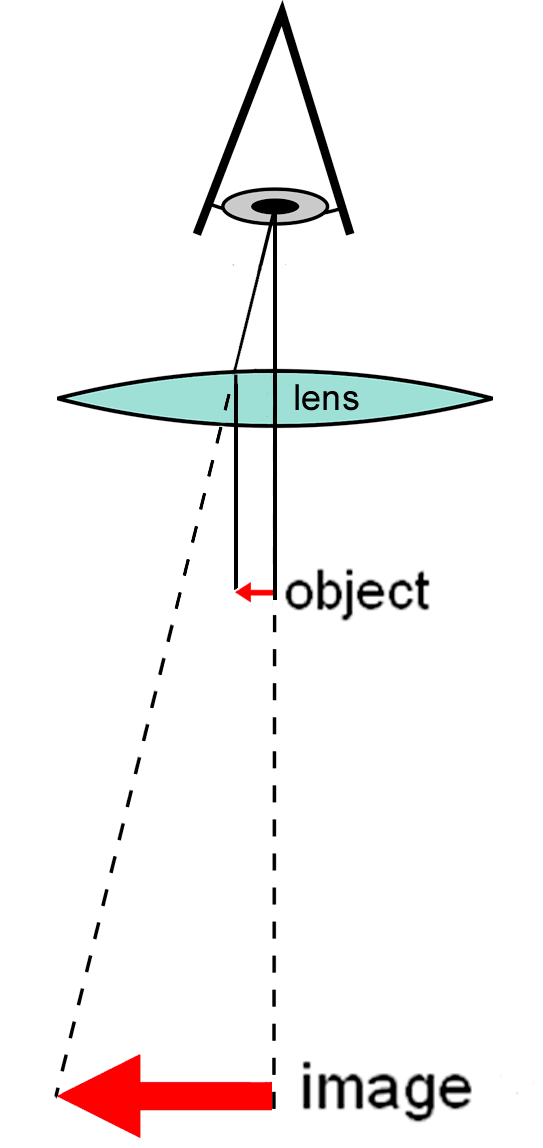
Diagrama do microscópio simples

Há duas configurações básicas do microscópio ótico convencional: o microscópio simples e o microscópio composto. A grande maioria dos modernos microscópios de pesquisa é composto, enquanto alguns microscópios digitais comerciais mais baratos são simples microscópios de lente única.[carece de fontes?]

### Microscópio simples
Um microscópio simples é um microscópio que usa uma lente ou conjunto de lentes para ampliar um objeto através de ampliação angular sozinho, dando ao espectador uma imagem virtual ampliada ereto. Foi Galileu quem trabalhou com o primeiro microscópio. A utilização de uma única lente convexa ou grupos de lentes ainda se encontram em dispositivos de ampliação simples, tais como a lupa, e oculares como telescópios e microscópios.

### Microscópio composto
O microscópio composto, é constituído por três sistemas de lentes: o condensador, a objetiva e a ocular. O condensador tem como finalidade projetar um cone de luz sobre as células que estão sendo examinadas no microscópio. Após atravessar as células, esse feixe luminoso em formato de cone penetra na objetiva, que projeta uma imagem aumentada no plano focal da ocular e a amplia novamente. Enfim, a imagem fornecida pela ocular pode ser percebida pela retina (Figura 2) como uma imagem situada a 25 cm da lente ocular, ou então pode ser projetada sobre uma tela ou uma chapa fotográfica. A ampliação total oferecida por um microscópio é correspondente ao aumento da objetiva, multiplicado pelo aumento da ocular. Chama-se poder de resolução de um sistema óptico a sua capacidade de separar detalhes. Na prática, o poder de resolução é expresso pelo limite de resolução, que é a menor distância que deve existir entre dois pontos para que eles apareçam individualizados. O que determina a riqueza de detalhes da imagem fornecida por um sistema óptico é o seu limite de resolução, e não o seu poder de aumentar o tamanho dos objetos. A propriedade de aumentar apenas tem valor prático se acompanhada de um aumento paralelo do poder resolutivo. O limite de resolução depende essencialmente da objetiva. A ocular não pode acrescentar detalhes à imagem; sua função é apenas aumentar de tamanho a imagem, que é projetada em seu plano de foco pela objetiva.

### Microscópio digital
Um microscópio digital é aquele que apresenta uma câmera digital que permite a observação da amostra com o auxílio de um computador. Outras partes do microscópio também podem ser controladas por computadores atingindo maiores e mais complexos níveis de automação. A partir da digitalização obtém-se uma melhor análise das imagens como, por exemplo, medição de tamanhos e quantificação de manchas.
Microscópios digitais de baixa potência e microscópios USB são facilmente encontrados no comércio. Em alguns modelos simples a câmera é conectada diretamente à porta USB de um computador, para que as imagens sejam mostradas diretamente no monitor. Eles oferecem ampliações modestas (até cerca de 200×) sem a necessidade de usar oculares e a um custo muito baixo. A iluminação de alta potência é geralmente fornecida por uma fonte de LED ou fontes adjacentes à lente da câmera.
A microscopia digital com níveis de luz muito baixos para evitar danos a amostras biológicas vulneráveis também está disponível usando câmeras digitais de contagem de fótons sensíveis. Foi demonstrado que uma fonte de luz que fornece pares de fótons emaranhados pode minimizar o risco de danos às amostras mais sensíveis à luz. Nesta aplicação da imagem fantasma à microscopia esparsa, a amostra é iluminada com fótons infravermelhos, cada qual está espacialmente correlacionado com um parceiro emaranhado na banda visível para imagens eficientes por uma câmera de contagem de fótons.

## História

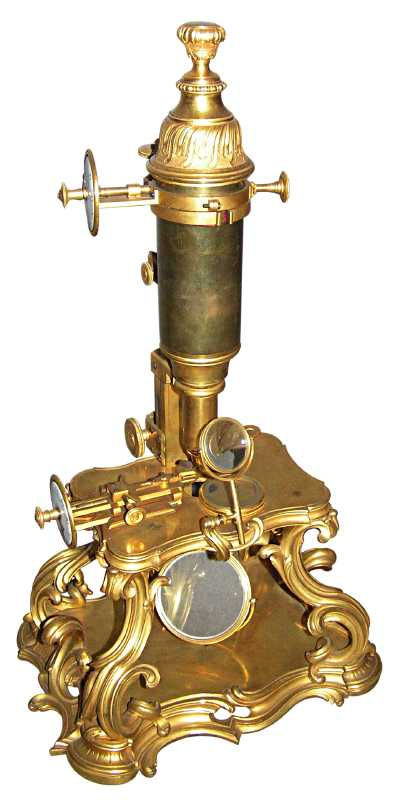
Microscópio de 1751

Existem relatos de cristais chamados lentes de Layard desde 721 a. C., já as lupas são constituintes da história de vários povos antigos. Os romanos também possuem relatos de lentes biconvexas, mas a popularidade das mesmas só aumentou quando o óculos foi inventado por volta de 1280, na Itália.
Mesmo com a maior utilização das lentes após a invenção dos óculos no final do século XIII, a conhecida estrutura do microscópio, que engloba uma parte mecânica associada ao aparelho óptico, só foi convencionada mais de três séculos depois.
Linha do Tempo
- 721 a.C.  Lente de Layard, uma das primeiras lentes criadas.
- 1280 Invenção dos óculos

- 1608 Zacharias Jansen constrói um microscópio com duas lentes convergentes.
- 1611 Johannes Kepler sugere como fazer um microscópio composto.
- 1665 Robert Hooke utiliza um microscópio composto para estudar cortes de cortiça e descreve os pequenos poros na forma de células que ele chama de "células". Publicou seu livro Micrographia.
- 1674 Leeuwenhoek relatou sua descoberta de protozoários. Observará bactérias nove anos depois.
- 1828 W. Nicol desenvolve microscopia de luz polarizada.
- 1838 Schleiden e Schwann propõem  a teoria celular e afirmam que a célula nucleada é a unidade estrutural e funcional de plantas e animais.
- 1849 J. Quekett publica um tratado prático sobre o uso do microscópio.
- 1876 Abbé analisa os efeitos da difracção na formação da imagem no microscópio e mostra como aperfeiçoar a concepção do microscópio.
- 1878 Ernst Abbe formula uma teoria matemática relacionando a resolução ao comprimento de onda da luz.
- 1881 Retzius descreve muitos tecidos animais com um detalhe que não foi superado por nenhum outro microscopista luz. Nas próximas duas décadas, ele, Cajal e outros histologistas desenvolvem novos métodos de coloração e propõem as bases da anatomia microscópica.
- 1886 Carl Zeiss fabrica uma série de lentes, com design de Abbé que permite ao microscopista resolver estruturas nos limites teóricos de luz visível.
- 1903 Richard Zsigmondy desenvolve o ultramicroscópio e é capaz de estudar objetos abaixo do comprimento de onda da luz.
- 1908 Köhler e Siedentopf desenvolvem o microscópio de fluorescência.
- 1930 Lebedeff projeta e constrói o primeiro microscópio de interferência.
- 1932 Zernike inventa o microscópio de contraste de fase.
- 1933 Ernst Ruska começa a desenvolver o microscópio eletrônico. A capacidade de usar elétrons em microscopia melhora muito a resolução e expande as fronteiras da exploração.
- 1937 Ernst Ruska e Max Knoll, físicos alemães, constroem o primeiro microscópio eletrônico.
- 1952 Nomarski inventa e patenteia o sistema de contraste de interferência diferencial para o microscópio de luz.
- 1981 Gerd Binnig e Heinrich Rohrer inventam o microscópio de tunelamento por varredura que fornece imagens tridimensionais de objetos ao nível atômico.

## Estrutura do instrumento[9]
| Parte              | Imagem | Descrição |
| ------------------ | ------ | --- |
| Pé ou base         |        | Peça fixa à base, na qual estão aplicadas todas as outras partes constituintes do microscópio..                                                                         |
| Coluna ou Braço    |        | Fixo à base, serve de suporte aos outros elementos. |
| Mesa ou Platina    |        | Onde se fixa a lâmina a ser observada, possui uma janela por onde passam os raios luminosos e também parafusos dentados que permitem deslocar a preparação.             |
| Charriot           |        | Peça ligada à platina que possibilita mover a lâmina, permitindo a melhor centralização da mesma.                                                                       |
| Tubo ou canhão     |        | Cilindro que suporta os sistemas de lentes, localizando-se na extremidade superior a ocular e na extermidade inferior o revólver com objectivas.                        |
| Revólver ou Óptico |        | Disco adaptado à zona inferior do tubo, que suporta duas a quatro objectivas de diferentes ampliações: por rotação é possível trocar rápida e comodamente de objectiva. |

| Parte             | Imagem | Descrição |
| ----------------- | --- | --- |
| Condensador       | | Conjunto de duas ou mais lentes convergentes que orientam e espalham regularmente a luz emitida pela fonte luminosa sobre o campo de visão do microscópio. |
| Diafragma         | É constituído por palhetas que podem ser aproximadas ou afastadas do centro através de uma alavanca ou parafuso, permitindo regular a intensidade da luz que incide no campo de visão do microscópio. | |
| Lentes Objectivas | | Permitem ampliar a imagem do objecto 10x, 40x, 50x, 90x ou 100x. Existem: - As objectivas de 10x, 40x e 50x são designadas objectivas secas pois entre a preparação e a objectiva existe somente ar. - As objectivas de imersão, uma vez que, para as utilizar, é necessário colocar uma gota de óleo de imersão entre elas e a preparação, o qual, por ter um índice de refracção semelhante ao do vidro, evita o desvio do feixe luminoso para fora da objectiva. |

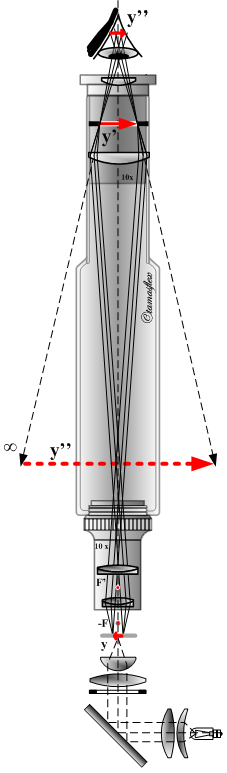
Esquema do microscópio óptico.

| Oculares          | | Sistema de lentes que permitem ampliar a imagem real fornecida pela objectiva, formando uma imagem virtual que se situa a aproximadamente 25 cm dos olhos do observador. As oculares mais utilizadas são as de ampliação 10x, mas nos microscópios binoculares também existem oculares de 12,5, 8x e 6x. |

## Aplicações
Nas ciências, a microscopia ótica foi de suma importância, sendo aplicada na área da química (no estudo de cristais), física (na a investigação das propriedades físicas dos materiais), a geologia (na análise da composição mineralógica e textura de rochas) e, evidentemente, no campo da biologia (estudo das estruturas microscópicas da matéria viva), entre outros.
A microscopia ótica é usada para o diagnóstico médico, campo que está sendo chamado de histopatologia quando se trata de tecidos, ou em testes de esfregaço em células livres ou fragmentos de tecido. 
Em uso industrial, microscópios binoculares são comuns. Além de aplicações que necessitem verdadeira percepção de profundidade, o uso de oculares duplos reduz o cansaço visual associado com longos dias de trabalho em uma estação de microscopia. Em certas aplicações, microscópios de longo foco são benéficos.

## Operação
A intensidade luminosa é regulável: aumenta-se a intensidade luminosa subindo-se o condensador e abre-se o diafragma ou diminui-se a intensidade luminosa descendo o condensador e baixa-se o diafragma.
A ampliação consiste no grau de aumento da imagem em relação ao objeto. A ampliação total obtida com o microscópio óptico consiste no produto da ampliação da objetiva pela ampliação da ocular. Esta, sem distorção, não ultrapassa as 1200x.
O fator mais significativo para a obtenção de uma boa imagem é, contudo, o poder de resolução, que corresponde à distância mínima que é necessário existir entre dois pontos para que possam ser distinguidos ao microscópio. Para o microscópio óptico essa distância é de 0,2 µm devido ao comprimento de onda das radiações visíveis. Com efeito, a propriedade da ampliação só tem interesse prático se for acompanhada de um aumento do poder de resolução. 
No que respeita a microscopia óptica vulgar existem dois métodos fundamentais de observação, de acordo com o tipo de preparação a observar:
- Se a lâmina não está corada (exame a fresco): a observação é feita com objetivas secas, do seguinte modo:
  1. Desce-se o condensador e sobe-se o diafragma para que a iluminação não seja muito intensa, já que as lâminas não estão coradas.
  2. Com a objetiva de 10x escolhe-se o pormenor a observar.
  3. Seguidamente foca-se com a objetiva de 40x, fazendo uma primeira aproximação da objetiva à lâmina por controlo visual externo, e só depois a focagem por afastamento usando o parafuso macrométrico e posteriormente o micrométrico para focagem final.
- Se a lâmina está corada: a observação é feita com objetivas de imersão, procedendo do seguinte modo.
  1. Sobe-se o condensador, abre-se o diafragma e regula-se a iluminação da fonte luminosa no máximo, de modo a conseguir-se uma iluminação intensa, apropriada à observação de lâmina coradas.
  2. Coloca-se na lâmina uma gota de óleo de imersão e procede-se à focagem. Primeiro aproximando a objectiva à lâmina com controlo visual externo, seguidamente a focagem propriamente dita com o parafuso macrométrico e finalmente o aperfeiçoamento da focagem com o parafuso micrométrico.

Alguns microorganismos estão no limiar do poder de resolução do microscópio óptico. A sua observação pode ser facilitada com o emprego de técnicas especiais de microscopia óptica.

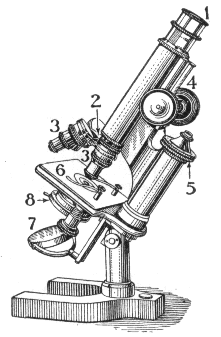
Microscópio óptico. 1-Ocular; 2-Revólver; 3-Objectiva; 4-Parafuso macrométrico; 5-Parafuso micrométrico; 6-Platina; 7-Espelho; 8-Condensador

## Microscopia de fundo escuro
É uma aplicação do princípio de Tyndall. Assim os corpúsculos a examinar são fortemente iluminados por feixes luminosos que penetram lateralmente, o que é conseguido com condensadores especiais. Deste modo, a única luz que penetra na objectiva é a difractada pelas partículas presentes na preparação, pelo que passam a ser visíveis em fundo escuro também. A raios luminosos que são captados pela objetiva, ou seja, a iluminação oblíqua, são resultados dos fenômenos de difração e reflexão. Existe ainda uma equação matemática que nos permite verificar a iluminação oblíqua, também chamada de contraste no campo escuro: Contraste = [(If -Ia)/If]/100, onde I corresponde a intensidade luminosa da luz no campo(f) ou na amostra(a)  . Se o resultado obtido for negativo, significa que a amostra é mais clara do que o próprio plano de fundo. Dessa forma, permite apenas a passagem de raios desviados num ângulo suficiente para serem captados pela objetiva.

## Microscopia de fluorescência
Permite observar microorganismos capazes de fixar substâncias fluorescentes (fluorocromos). A luz UV, ao incidir nessas partículas, provoca a emissão de luz visível e observa-se os microorganismos a brilhar em fundo escuro. Como exemplo, o bacilo da tuberculose fixa a auramina, pelo que o diagnóstico da doença pode ser feito por microscopia de fluorescência.

## Microscopia de contraste de fase
Permite visualização de microrganismos vivos, sem coloração, através do contraste devido à diferença de fase dos raios luminosos que atravessam o fundo relativamente à fase da luz que atravessa os microrganismos. Esta diferença de fase é conseguida por utilização de uma objectiva de fase, que consiste num disco de vidro com um escavação circular, de modo que a luz que atravessa a escavação tem diferença de 1/4 de fase em relação à que travessa a outra porção do vidro. Assim, os objectos não corados podem funcionar como verdadeiras redes de difracção, pois os pormenores da sua estrutura resultam de pequenas diferenças nos índices de refracção dos componentes celulares, e estes originam diferenças de fase nas radiações que os atravessam.